# カルチョ・ポルトグルアーロ・スンマーガ
カルチョ・ポルトグルアーロ・スンマーガ（Calcio Portogruaro Summaga）はイタリア・ヴェネト州ポルトグルアーロおよび同コムーネの分離集落であるスンマーガを本拠地とするサッカークラブ。ポルトグルアーロあるいはポルトスンマーガ（Portosummaga）と略されて呼ばれることが多い。2015-16シーズンはプロモツィオーネ・ヴェネト・ジローネDに所属している。

## 歴史
1919年に創設された歴史あるクラブACポルトグルアーロ（Associazione Calcio Portogruaro）と、ポルトグルアーロの分離集落であるスンマーガのクラブACスンマーガ（Associazione Calcio Summaga）が1990年に合併し、現在のクラブが誕生。
地域リーグのプロモツィオーネ（7部相当）からスタートしたクラブは、2004-05シーズンにセリエC2、2008-09シーズンにはレガ・プロ・プリマ・ディヴィジオーネ (旧セリエC1) に昇格。さらに、2009-10シーズンはプリマ・ディヴィジオーネ・ジローネBで優勝し、初のセリエB昇格を決めた。しかし、セリエBでは21位と壁にぶつかり、1年で降格となった。

## タイトル

### 国内タイトル
なし

### 国際タイトル
なし

## 過去の成績
- 2000-01 セリエD・ジローネC 14位
- 2001-02 セリエD・ジローネC 11位
- 2002-03 セリエD・ジローネC 5位
- 2003-04 セリエD・ジローネC 1位 セリエC2昇格
- 2004-05 セリエC2・ジローネA 13位
- 2005-06 セリエC2・ジローネA 14位
- 2006-07 セリエC2・ジローネA 15位
- 2007-08 セリエC2・ジローネB 3位 プレイオフ勝利によりレガ・プロ・プリマ・ディヴィジオーネ昇格
- 2008-09 レガ・プロ・プリマ・ディヴィジオーネ (旧セリエC1)・ジローネA 12位
- 2009-10 レガ・プロ・プリマ・ディヴィジオーネ・ジローネB 1位 セリエB昇格
- 2010-11 セリエB 21位 レガ・プロ・プリマ・ディヴィジオーネ降格
- 2011-12 レガ・プロ・プリマ・ディヴィジオーネ・ジローネB 10位
- 2012-13 レガ・プロ・プリマ・ディヴィジオーネ・ジローネA 13位 破産によりプロモツィオーネ降格
- 2013-14 プロモツィオーネ・ヴェネト・ジローネD 8位
- 2014-15 プロモツィオーネ・ヴェネト・ジローネD 6位
- 2015-16 プロモツィオーネ・ヴェネト・ジローネD

## 歴代監督
- アレッサンドロ・カローリ 2009-2010
- エウジェニオ・コリーニ 2010

## 歴代所属選手
- ロレンツォ・ブッフォン 1948-1949（ポルトグルアーロ）
- エディ・バッジョ 2008
- レディアン・メムシャイ 2011